# Innerpartysystem
Innerpartysystem – amerykański zespół rockowy, założony przez Patricka Nissleya i Jareda Piccone w Mohnton (Pensylwania) w 2006 roku w USA.
Grupa wykonuje rock alternatywny, industrial, oraz muzykę elektroniczną.

## Skład
- Patrick Nissley – śpiew
- Kris Barman – gitara, klawisze
- Jared Piccone – perkusja

Byli członkowie:
- Jesse Cronan – klawisze
- Eric Firsching – gitara

## Dyskografia

### Albumy
- The Download EP (2007)
- Innerpartysystem (album) (2008)
- Never be content EP (2011)

### Single
- "Don't Stop (singel)"
- "Die Tonight, Live Forever"